# 森永橋
森永橋（もりながばし）は、神奈川県横浜市鶴見区の鶴見川に架かる橋梁である。

## 現橋
本橋は昭和30年代以前から存在したが、現在の橋は1998年（平成10年）に架け替えられたもので、橋長112.8 m、主塔高さ25 mの斜張橋である。上下各1車線、合計幅7 mの車道の両側に、各5.25 mの歩道が付設されている。橋脚付近の歩道はテラスのように広げられている。

## 周辺
鶴見川の河口から4 kmほどに位置する。400 mほど上流側には国道1号（第二京浜国道）の新鶴見橋が架かっている。下流側は末吉ポンプ場圧送水管、JR横須賀線他の鉄道橋があり、道路橋は旧東海道の鶴見川橋まで1 km以上離れている。
左岸は鶴見区元宮二丁目、右岸は同下末吉二丁目となり、住宅や工場が混在する地区を結ぶ生活道路である。橋の名は、右岸にある森永製菓鶴見工場から採られた。左岸には市営のスポーツセンターや鶴見川漕艇場があるほか、工場跡地は開発が進み、ベルク（スーパーマーケット）やコーナン（ホームセンター）、RAKU SPA鶴見（スーパー銭湯）が進出した。